# 2023年都柏林騷亂

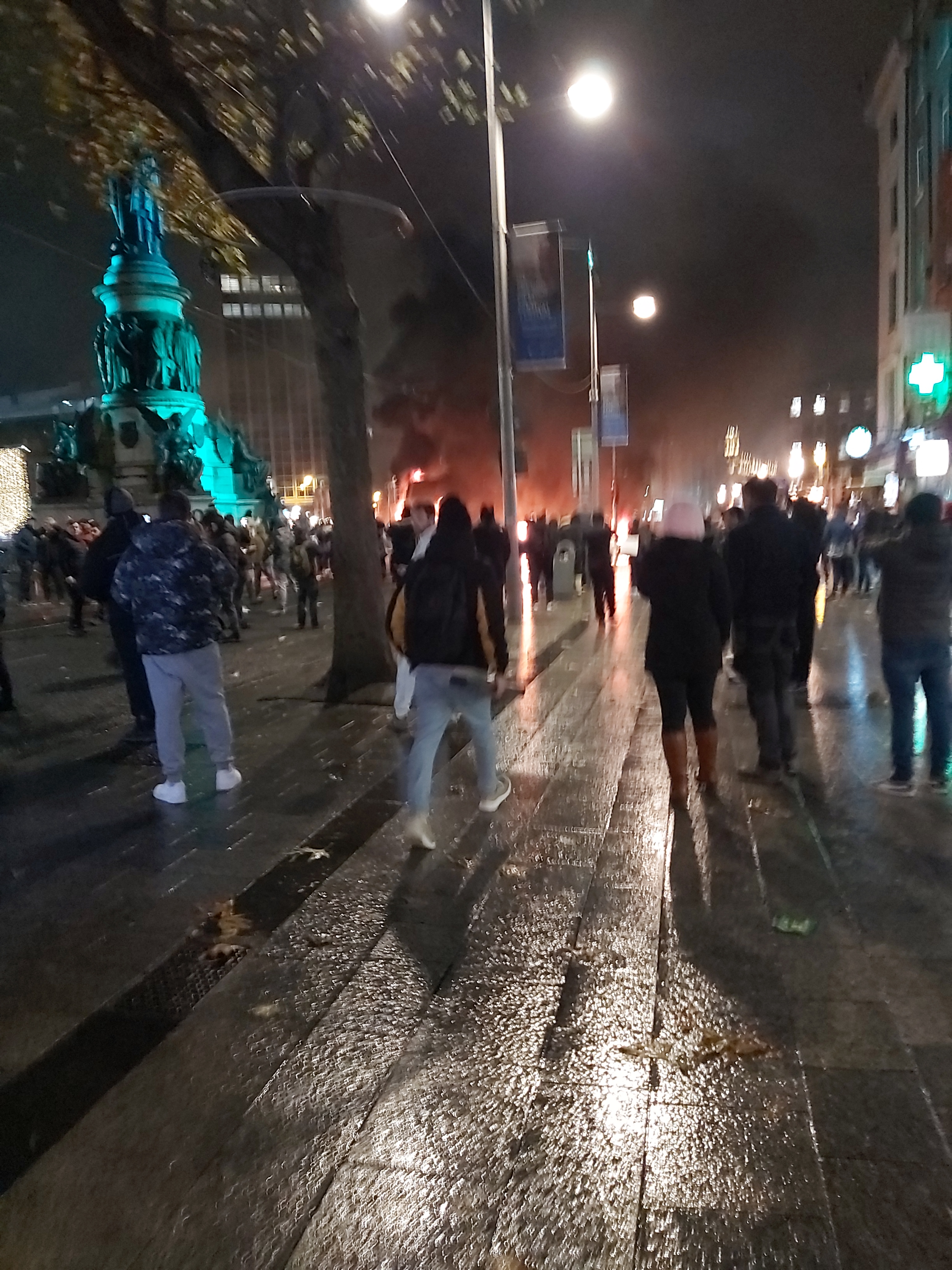
騷亂期間的奧康奈爾街，前方一輛車輛被焚毀中

2023年都柏林骚乱是2023年11月23日晚上發生在都柏林的内乱。當天稍早時發生了一起持刀伤人案，隨後有传言称兇手是阿爾及利亞人，從而引發反移民骚乱。此事件也導致多起骚乱、抢劫、纵火和袭警事件的發生。
在事件發生前不久，位於帕內爾廣場東區的一所學校外發生了一起持刀襲擊事件，並導致一名五歲女童和一名30多歲的婦女受重傷，另有三人也因此受傷。 幾個小時後，襲擊地點附近爆發了騷亂，一群人數約100到200的人群開始向警察投擲煙火和瓶子。警察在刺傷案犯罪現場周圍拉起了警戒線。 之後，騷亂擴大到鄰近的奧康奈爾街，這是都柏林的主要道路之一，而那裡的公共基礎設施則遭到破壞和損毀，另有幾家商店被盜。警方出動了400名警察進行大規模反擊。騷亂者最終在晚上22:00時被驅散。

## 持刀傷人案
2023年11月23日下午1時40分左右，一名年約50多歲男子在帕內爾廣場東區的一所學校外持刀襲擊了一名5歲女童和一名30歲女子，她們兩人重傷；另外一名5歲男童和6歲女童亦被襲擊，受到輕傷。犯人被途人制服，他是歸化愛爾蘭人並定居了二十多年，同樣亦受傷。五人紛紛被送院治理。愛爾蘭和平衛隊排除了該個案是恐怖襲擊的可能，認為只是單一事件。

## 骚乱

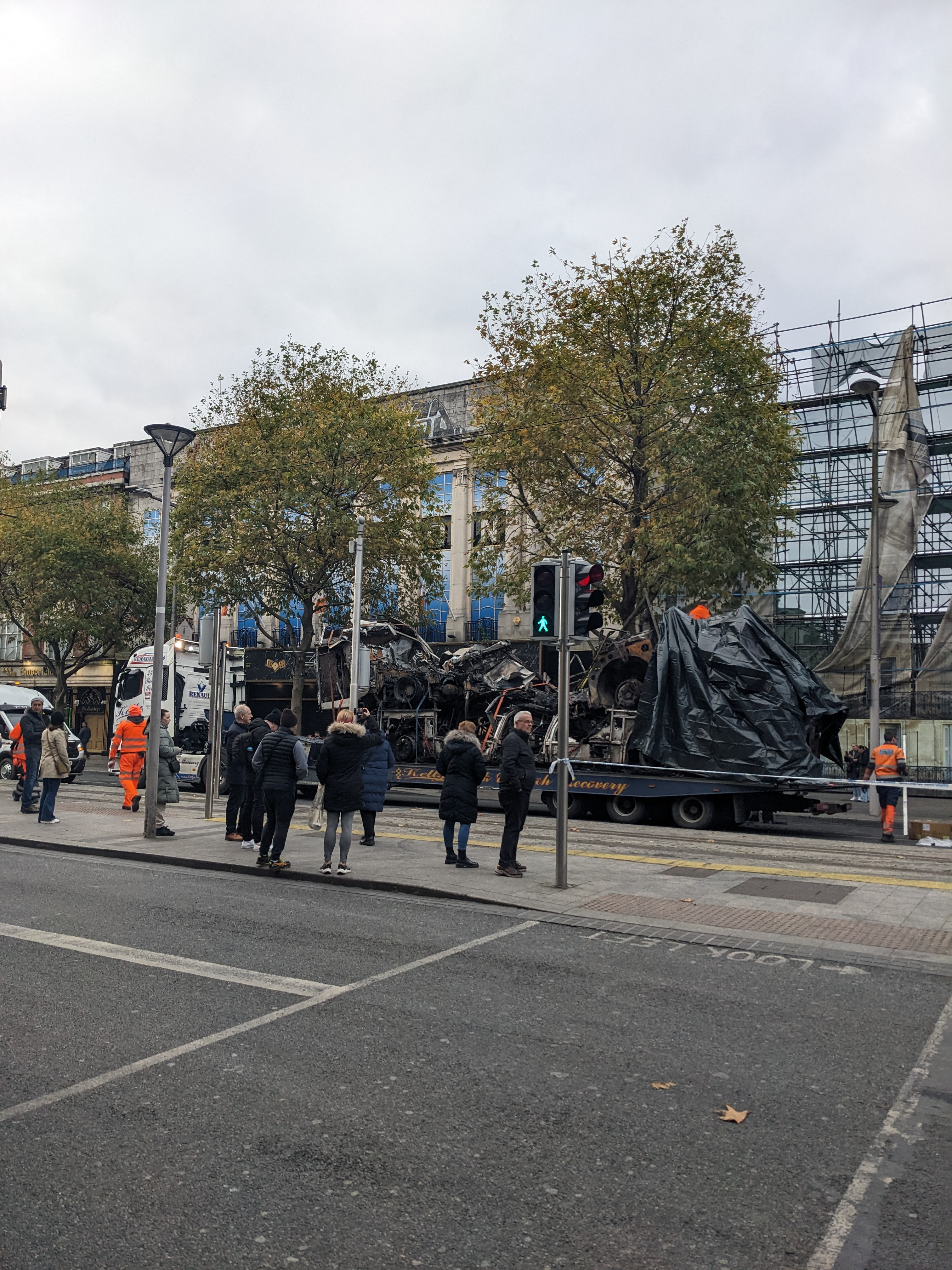
受損車輛在騷亂後被拖離現場

案件發生後，在社交媒體傳出兇手是阿爾及利亞人。在晚上6時左右，約100至200名群眾開始聚集在案發現在的奥康奈尔街，隨後部份蒙面群眾襲擊了駐守案發場的警察，向他們投擲雜物和煙火。此後越來越多人加入騷亂，警方部署了400多名防暴警察去鎮壓。多家商店遭到掠奪，有警車，電車和公車被焚毀。高峰期間多達500暴徒參與騷亂。社交媒體一度傳出愛爾蘭國防軍已被派遣去鎮壓暴動，但被官方反駁是假新聞。市中心的智選假日酒店被縱火。
都柏林轻轨和都柏林公車停駛以回應此騷亂，附近商店都提早關店或取消節目。爱尔兰铁路關閉了塔拉街火車站，附近的三一學院封鎖了校園各出入口，警方在國會伦斯特府築起了防線，亦在格拉夫顿街部署了騎警。
騷亂者最終在晚上22:00時被驅散，警方稱市中心大致已回復平靜，沒有接到任何嚴重受傷報告。事後400多名警員駐守市中心維持秩序。翌日警方公佈共34人因涉嫌掠奪商店而被捕，三名警員受重傷及多名警員受傷。13間商店嚴重受損或掠奪，四輛公車和一輛電車被毀，十一輛警車受損。
11月24日，都柏林輕軌只維持有限度服務，不開駛市中心，綠線只提供新娘峡谷站至圣斯蒂芬绿地站服務，而紅線則只提供至史密斯菲爾德站至塔拉站／萨格特站服務。
愛爾蘭總理李歐·瓦拉德卡譴責是次暴力事件，並歸咎於右翼團體鼓吹暴力。愛爾蘭和平衛隊總監德鲁·哈里斯（Drew Harris）指是次事件的暴力情度是數十年來前所未見的。為防範更多騷亂，愛爾蘭和平部隊向北爱尔兰警察局借用了兩部水砲車至年底。